# Salvino Salvini

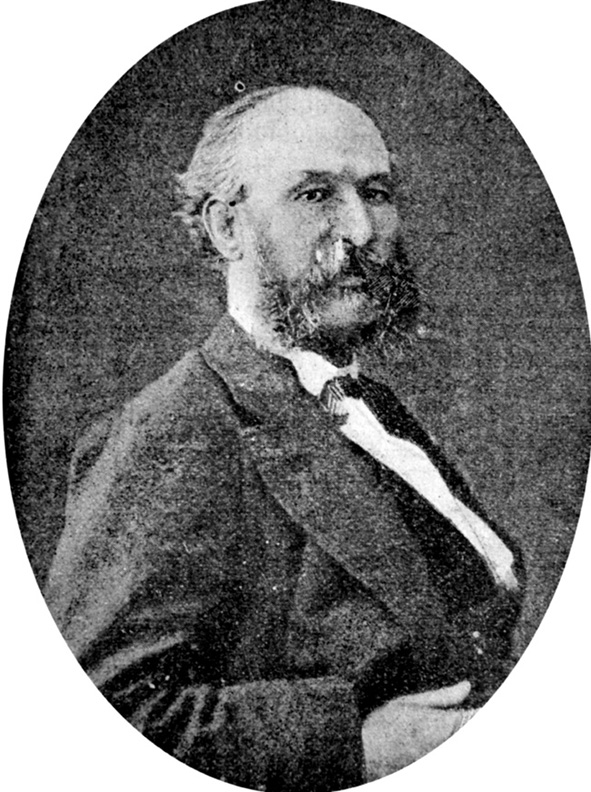
Salvino Salvini

Salvino Salvini (* 26. März 1824 in Livorno; † 1899 in  Arezzo) war ein italienischer Bildhauer und bildender Künstler.

## Biografie
Der in Livorno geborene Salvini studierte an der Accademia delle Arti del Disegnoe in Florenz  bei  Luigi Bartolini. Später zog er nach Rom, wo er sein Studium an der Florentiner Akademie bei  Pietro Tenerani fortsetzte.
Seine Abschlussarbeit war eine Statue  des Archimedes.
1862 wurde er zum Professor an der Königlichen Akademie von Bologna ernannt, schuf eine Statue von Nicola Pisano auf dem Kirchhof in Pisa und gewann einen Wettbewerb zur  Gestaltung der Reiterstatue von Vittorio Emanuele auf der Piazzale di Independencia in Florenz. Er stellte 1877 auf der Nationalen Ausstellung der Schönen Künste in Neapel eine Marmorstatue des jungen Giotto und eine weitere Büste Gioachino Rossinis aus. Diese Werke wurden auch in Florenz, Rom, Bologna und Turin ausgestellt, wo 1884 eine Stuckbüste ausgestellt wurde, die Pater Cristoforo darstellt und 1883 ebenfalls in Rom ausgestellt wurde. Er schnitzte die Statue von Kardinal Valeriani, der die Fundamente von Santa Reparata segnete, das sich an der Fassade der Kathedrale von Florenz befindet. Er fertigte auch ein Denkmal für Guido de Arezzo an.
Der zeitgenössische Kritiker Tullo Massarani lobte in seiner Arbeit L’arte a Paris die Statue des jungen Giotto de Salvini als Bild des italienischen Genies. Der Dichter Giuseppe Regaldi schrieb ein Lobgedicht.